# 드리 헤밍웨이
드리 루이즈 크리스먼 헤밍웨이(영어: Dree Louise Crisman Hemingway, 1987년 12월 4일 ~ )는 미국의 모델이자 배우이다. 어머니 매리얼 헤밍웨이 또한 배우이며, 드리는 어니스트 헤밍웨이의 증손녀에 해당한다.

## 출연 작품
- 런 위드 더 헌티드 (2019)
- 달콤한 연인들 (2018)
- 컬러풀 디자이어 (2018)
- 엘에이 타임즈 (2017)
- 더 피플 가든 (2016)
- 라이브 카고 (2016)
- X/Y (2014)
- 리슨 업 필립 (2014)
- 위아영 (2014)
- 누 요크 (2012)
- 스타렛 (2012)
- 섬데이 디스 페인 윌 비 유즈풀 투 유 (2011)
- 더 트루 어바웃 엔젤스 (2009)
- 마이 수어사이드 (2009)